# 龙鉴湖
龙鉴湖是一个位于中国的淡水湖，面积约为1.18平方千米，属于东南诸河区。它的一级流域为浙、闽、台诸河，二级流域为钱塘江水系。